# Ricinocarpos glaucus
Ricinocarpos glaucus är en törelväxtart som beskrevs av Stephan Ladislaus Endlicher. Ricinocarpos glaucus ingår i släktet Ricinocarpos och familjen törelväxter. Inga underarter finns listade i Catalogue of Life.